# ولتشکوویتسه ف پودکرکونوشی
ولتشکوویتسه ف پودکرکونوشی (به چکی: Vlčkovice v Podkrkonoší) یک منطقهٔ مسکونی در جمهوری چک است که در شهرستان تروتنوف واقع شده‌است.
 ولتشکوویتسه ف پودکرکونوشی  ۴۰۳ نفر جمعیت دارد.